# Sutra
En sutra (sanskrit: सूत्र sūtra, 'sträng, tråd'; pali: sutta) är ett verk i en antik och medeltida indisk litteraturgenre inom hinduism, buddhism och jainism, vars syfte är att i aforistisk form ge föreskrifter med utgångspunkt i vedaböckerna.

## Betydelse
Sutra betyder egentligen "tråd". I forna tider skrevs sanskrit-texter ned på palmblad som sedan syddes ihop - med just en tråd, därifrån kan namnet komma. 
En annan trolig anledning är att de filsosofiska, religiösa och medicinska disciplinerna, för att nämna några bland många andra typer av texter som författades i "sutra-form", likt våra "post-it-lappar" och anteckningar, endast utgjorde en "tråd" att följa för att minnas den mer eller mindre omfattande lära som överfördes muntligen.

## Guru
Gurun var således den enda som med behållning kunde läsa och lära ut dess innehållande visdom och kunskap. Det skedde i ett för eleven lagom tempo - vilket bestämdes av den aktuella elevens andliga mognad. Guru:n, vilket han fortfarande kallas då traditionen fortfarande lever kvar, betyder ungefär "skingrare av mörker", från "Gu"=mörker och "ru"=skingrare.
Detta systems kontinuitet möjliggjordes av elevens mycket nära förhållande till sin Guru, det var - och är - inte ovanligt att eleverna delade/delar hushåll med sin guru i 10-20 år och ibland även så länge som till att Gurun "gick bort". Eller som man genom Indiska ögon sett skulle kalla för att nå den slutliga befrielsen - eller moksha, mukti, nirvana m.m. Hur som helst så lärdes till sist även "koden" ut till hur dessa sutror skulle läsas till de elever som framgångsrikt lyckats ta till sig Guruns esoteriska, filosofiska, religiösa eller yogaorienterade läror och därmed var redo och således värdiga att plocka upp manteln efter sin Guru. En andra anledning till att detta system fortlevt under så lång tid har så infunnit sig då det blivit dags för den f.d eleven att överföra kunskapen till egna elever.
För övrigt kan nämnas att den disciplin som i västerlandet alltmer börjat slå rot och som går under namnet Ayurveda, till skillnad från västerländsk läkekonst främst utmärker sig genom sin holistiska syn på människan och hennes sjukdomar samt en förebyggande inställning. Ayurveda (som betyder ung. "Kunskapen om att leva (ett långt och sjukdomsfritt liv)" handlar dessutom först och främst om att främja hälsa istället för att som sin västerländska motpart främst försöka bota sjukdom som redan uppstått, eller vid långdragen/obotlig sjukdom främst lindra symtomen. 
Sättet som användes för att göra sutrorna i stort sett oläsbara för en oinitierad var för övrigt flera; att nedteckna dem i en kodad ordning, vilken man måste känna till för att veta i vilken ordning de skulle läsas, då palmbladen ej numrerades, dessutom var de även författade i mer eller mindre obskyra metaforer, undervisande berättelser eller liknelser för vilka det således krävdes en Guru för att dels kunna läsa (i rätt ordning) samt förstå vad den nedtecknade texten egentligen betydde. En av flera anledningar till detta var förstås att inte obehöriga/oinitierade, opassande eller rentav farliga/onda personer skulle få tillgång till denna kunskap och därmed kunna missbruka denna potentiellt kraftfulla lära till att göra ont. En annan orsak var också att skydda andligt omogna från negativa och i värsta fall farliga effekter.
Sutralitteraturen har närmast framgått ur Brahmana. De specifikt rituella sutra, Kalpasutra i vidsträckt bemärkelse, indelas i Shrautasutra med anvisningar rörande de offentliga offerceremonierna, anläggande av offerelden, de större offren, såsom djur- och somaoffren samt de till månen och årstiderna hänförda offren; samt Grhyasutra, gällande regler kring offer och ceremonier i hemmen. 
Till Kalpasutra räknas ibland de så kallade Shulvasutra, som innehåller detaljerade anvisningar för uppmätning och anläggning av offeraltaret i förening med härför erforderliga geometriska och astronomiska uppgifter. Jämställda med Kalpasutra är Dharmasutra. Den innehåller liknande regler rörande den indiska sedvanerätten, varur de senare i metrisk form avfattade Dharmashastra framgått (se Manavadharmashastra). 
Sutraformen för indiska rent pedagogiska verk fortlevde genom tiderna och användes även för rent världsliga läroböcker. Det grammatiska studiet hörde visserligen ursprungligen nära samman med vedastudiet. Så sett hör Paninis grammatiska arbete ("vyakarana") hit, vilken bildar slutpunkten i den till sutralitteraturen ursprungligen hörande grammatiska traditionen. Här har framställningens sutraform nått sin kulmen i fråga om korthet, uttryckt i beteckningar jämförbara med matematiska formler. Sutraformen användes även för poetik, filosofi och tekniska vetenskaper, liksom för en kärlekskonstens litteraturgren kallad Kama Sutra.
I den buddhistiska litteraturen fortsatte man att använda formen under benämningen sutta (även suttanta, "trådända"). Således benämns den andra stora huvudavdelningen av en buddhistisk kanon Tipitaka Suttapitaka, vilken innehåller Buddhas tal och predikningar.